# Ludwig Aulich

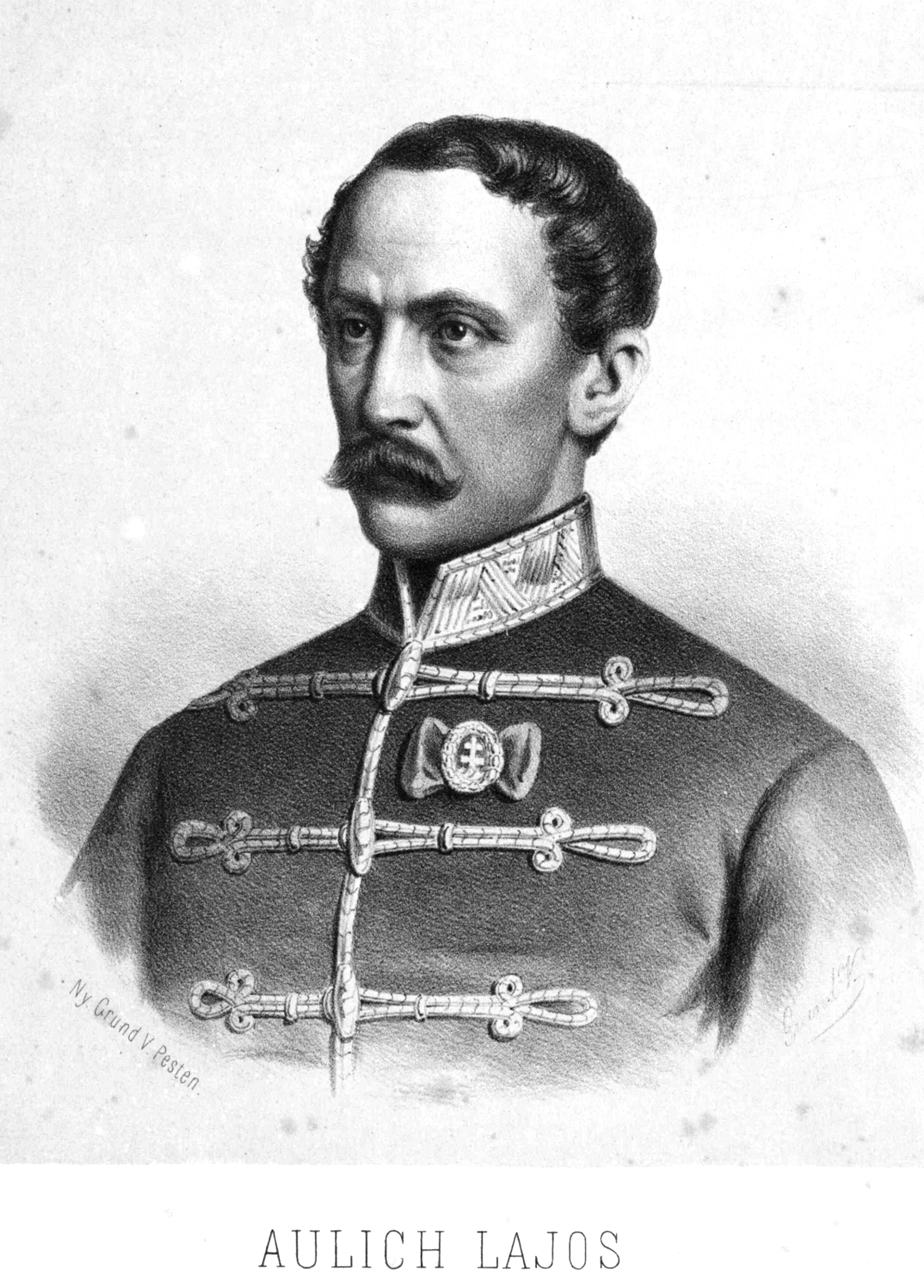
Ludwig Aulich

Ludwig Aulich, född 15 maj 1792 och död 6 oktober 1849 var en ungersk revolutionsgeneral.
Aulich blev general 1849 i den ungerska revolutionsarmén och fick befälet över 2:a armékåren, inryckte 24 april i Pest och deltog i Ofens belägring. Slutigen blev han krigsminister, men efter kapitulationen blev Aulich jänte tolv andra honvédgeneraler hängd i Arad 6 oktober 1849.